# Argonay
Argonay est une commune française située dans le département de la Haute-Savoie, en région Auvergne-Rhône-Alpes.

## Géographie

### Situation
- Surface communale : 516 hectares dont 80 hectares de forêt.
- Altitudes : altitude moyenne 545 m, 525 m au chef-lieu, avec une minimale de 450 m au niveau du Fier et une maximale de 738 m au lieu-dit la Vouettaz.

La commune est située au confluent des rivières du Fier et de son affluent, la Fillière. Elle se situe à 5 km au nord d'Annecy, près de la route nationale allant vers La Roche-sur-Foron, Annemasse et Genève.
Les communes limitrophes sont Annecy (Annecy-le-Vieux, Pringy), Fillière (Saint-Martin-Bellevue) et Villaz.

### Transport
La commune est desservie par :  
- la RN 203 section Annecy - La Roche-sur-Foron ;
- l'autoroute A41, sortie « Annecy Nord » (3 km) ;
- les TGV ou TER dans les gares de Argonay, Annecy (5 km) ou La Roche-sur-Foron (26 km) ;
- l'aéroport international de Genève-Cointrin (43 km) ou aéroport régional d'Annecy (6 km) ;
- la ligne régulière de bus (9) au départ de la gare d'Annecy (une quinzaine d'A/R par jour ouvrable). Elle ne dessert pas encore le territoire de la commune à l'est de la clinique d'Argonay.

## Urbanisme

### Typologie
Au 1er janvier 2024, Argonay est catégorisée ceinture urbaine, selon la nouvelle grille communale de densité à sept niveaux définie par l'Insee en 2022.
Elle appartient à l'unité urbaine d'Annecy, une agglomération intra-départementale regroupant quatorze  communes, dont elle est une commune de la banlieue,,. Par ailleurs la commune fait partie de l'aire d'attraction d'Annecy, dont elle est une commune de la couronne,. Cette aire, qui regroupe 79 communes, est catégorisée dans les aires de 200 000 à moins de 700 000 habitants,.

### Occupation des sols
L'occupation des sols de la commune, telle qu'elle ressort de la base de données européenne d’occupation biophysique des sols Corine Land Cover (CLC), est marquée par l'importance des territoires artificialisés (48,2 % en 2018), en augmentation par rapport à 1990 (41,3 %). La répartition détaillée en 2018 est la suivante : 
forêts (29,6 %), zones urbanisées (28,2 %), zones industrielles ou commerciales et réseaux de communication (20 %), prairies (11,9 %), terres arables (6,7 %), zones agricoles hétérogènes (3,6 %).
L'IGN met par ailleurs à disposition un outil en ligne permettant de comparer l’évolution dans le temps de l’occupation des sols de la commune (ou de territoires à des échelles différentes). Plusieurs époques sont accessibles sous forme de cartes ou photos aériennes : la carte de Cassini (XVIIIe siècle), la carte d'état-major (1820-1866) et la période actuelle (1950 à aujourd'hui).

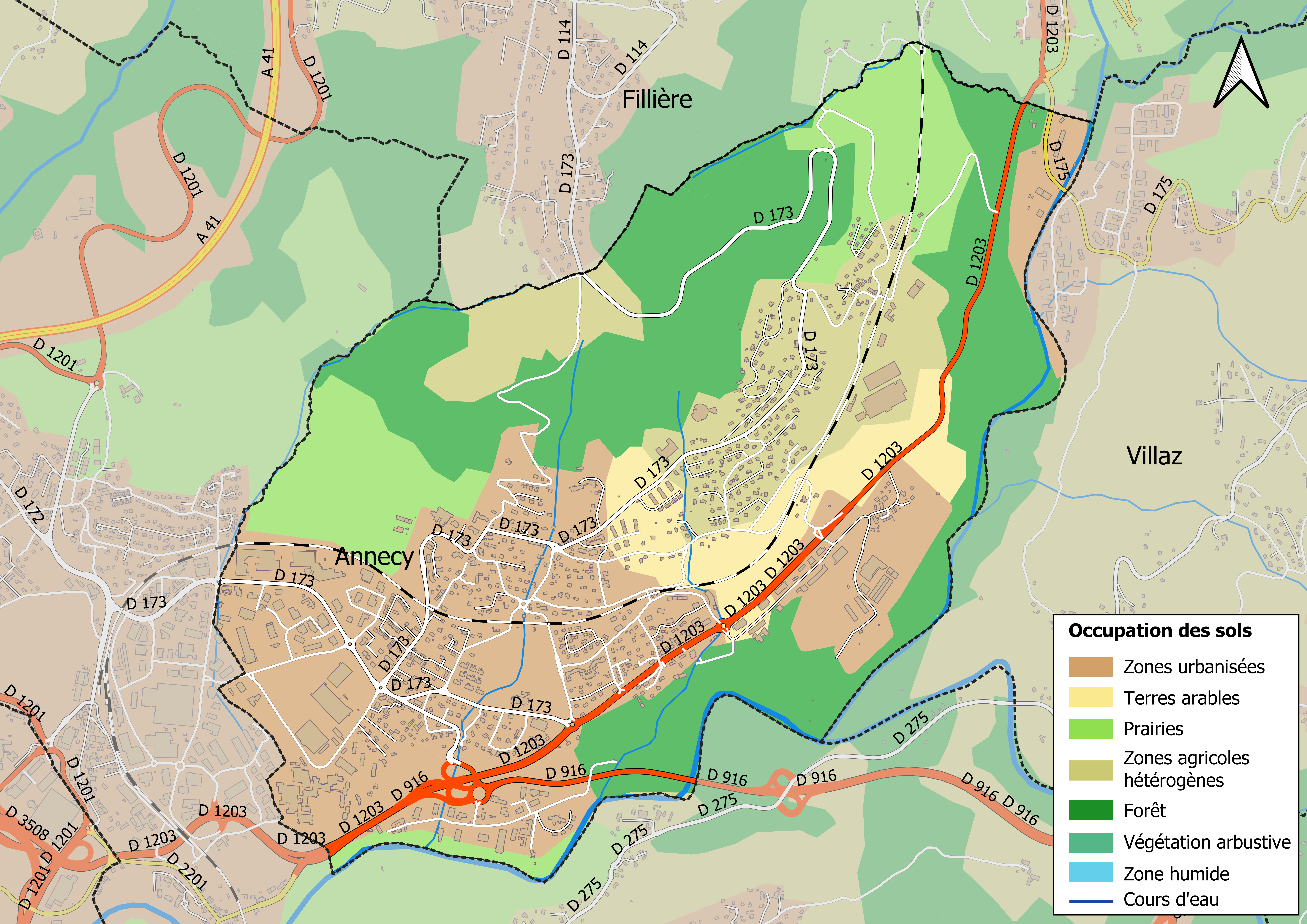
Carte des infrastructures et de l'occupation des sols en 2018 (CLC) de la commune.
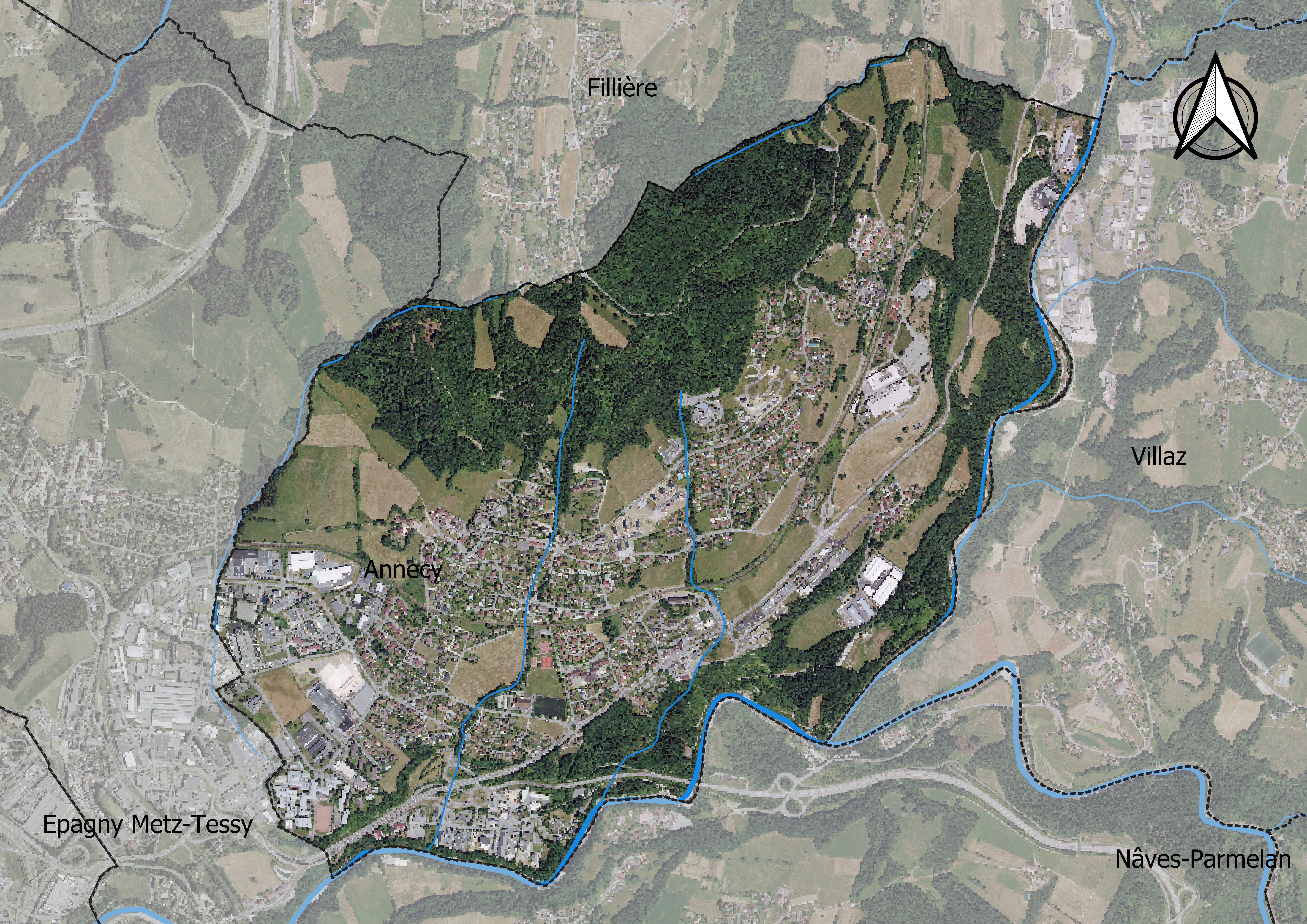
Carte orthophotogrammétrique de la commune.

## Toponymie
En francoprovençal, le nom de la commune s'écrit Argoné, selon la graphie de Conflans.

## Histoire
D'abord propriété des seigneurs de Monthoux, elle passa aux comtes, puis aux ducs de Savoie.
Le concordat de 1801 annexa la paroisse d'Argonay à celle de Pringy, sa voisine. En février 1879, un ouragan déracina 283 arbres de la commune et fit beaucoup de dégâts. La guerre de 1914-1918 coûta la vie à 18 hommes de la commune.
Depuis ses origines, la population resta stable, entre 140 et 300 habitants, occupés aux activités agricoles. En 1960, trente-cinq exploitations agricoles portaient encore leur lait à la fruitière de la Chauffaz. En 2002, il ne restait plus qu'un seul agriculteur résidant sur la commune.
Le changement commença à se faire, à partir de 1963, lorsque la commune accueillit la nouvelle usine de Dassault Aviation (plus de 500 salariés). D'autres entreprises suivirent avec Wirth et Gruffat (machines-outils, 82 salariés), la Société nouvelle de Roulements, la Figel (agro-alimentaire, 150 salariés) et la Maped (ciseaux, fournitures scolaires et de bureau, 180 salariés), mais aussi de nombreuses entreprises artisanales.
Le petit village commença à profiter d'une importante prospérité et accueillit des centaines de nouveaux habitants, de 437 habitants en 1954, la commune passa à 1 886 habitants au recensement de 1999. En 2002, il y a autant d'emplois que d'habitants.
En 1971, Argonnex change de nom et devient Argonay.
En mars 1993, s'est installé à Argonay le siège de l'O.M.S.L.I, plus précisément allée des Symphorines, où se tiennent des réunions des membres de l'organisation ainsi que des expositions temporaires.

## Politique et administration

### Liste des maires
| Période   | Période   | Identité        | Étiquette               | Qualité |
| --------- | --------- | --------------- | ----------------------- | --- |
| mai 1935  | 1985      | Arthur Lavy     | CNI puis RI puis UDF-PR | Inspecteur principal des contributions directes Sénateur de la Haute-Savoie (1958 → 1977) Conseiller général du canton de Thorens-Glières (1958 → 1982) Président du conseil général de la Haute-Savoie (1958 → 1979) |
| mars 1985 | mars 2008 | André Pellarin  | DVD                     | |
| mars 2008 | En cours  | Gilles François | Cap21                   | |

### Jumelages
La commune est n'est jumelée avec aucune communes à l'heure actuelle.

## Économie

### Entreprises
- Dassault Aviation,
- Wirth et Gruffat (machines-outils, 82 salariés),
- Société nouvelle de Roulements,
- Figel (agro-alimentaire, 150 salariés),
- Maped (ciseaux, fournitures scolaires et de bureau, 180 salariés),
- Nombreuses entreprises artisanales,
- 2012 : siège fédéral de l'ADMR.

### Tourisme
En 2014, la capacité d'accueil de la commune, estimée par l'organisme Savoie Mont Blanc, est de 488 lits touristiques répartis dans 17 structures, dont 9 meublés et 3 hôtels.

## Population et société
Les habitants d'Argonay sont appelés les Argonautes.

### Démographie
L'évolution du nombre d'habitants est connue à travers les recensements de la population effectués dans la commune depuis 1793. Pour les communes de moins de 10 000 habitants, une enquête de recensement portant sur toute la population est réalisée tous les cinq ans, les populations de référence des années intermédiaires étant quant à elles estimées par interpolation ou extrapolation. Pour la commune, le premier recensement exhaustif entrant dans le cadre du nouveau dispositif a été réalisé en 2008.

En 2022, la commune comptait 3 713 habitants, en évolution de +29,55 % par rapport à 2016 (Haute-Savoie : +6,01 %, France hors Mayotte : +2,11 %).
| 1793 | 1800 | 1806 | 1822 | 1838 | 1848 | 1858 | 1861 | 1866 |
| ---- | ---- | ---- | ---- | ---- | ---- | ---- | ---- | ---- |
| 209  | 116  | 242  | 119  | 189  | 205  | 195  | 190  | 338  |

| 1872 | 1876 | 1881 | 1886 | 1891 | 1896 | 1901 | 1906 | 1911 |
| ---- | ---- | ---- | ---- | ---- | ---- | ---- | ---- | ---- |
| 364  | 331  | 353  | 336  | 326  | 314  | 298  | 312  | 280  |

| 1921 | 1926 | 1931 | 1936 | 1946 | 1954 | 1962 | 1968 | 1975 |
| ---- | ---- | ---- | ---- | ---- | ---- | ---- | ---- | ---- |
| 274  | 258  | 284  | 327  | 346  | 437  | 517  | 751  | 968  |

| 1982  | 1990  | 1999  | 2006  | 2008  | 2013  | 2018  | 2022  | - |
| ----- | ----- | ----- | ----- | ----- | ----- | ----- | ----- | - |
| 1 054 | 1 520 | 1 886 | 2 170 | 2 216 | 2 645 | 3 184 | 3 713 | - |

### Sport
Argonay possède deux terrains de foot. Le stade Robert-Zapelli accueille les matchs de l'US Argonay, qui évolue lors de la saison 2016-2017 en promotion excellence du district Haute-Savoie-Pays de Gex (poule B).
Le tennis club d'Argonay est doté de 5 terrains : 3 en résine et 2 en gazon synthétique.

### Équipements
- Écoles et lycée

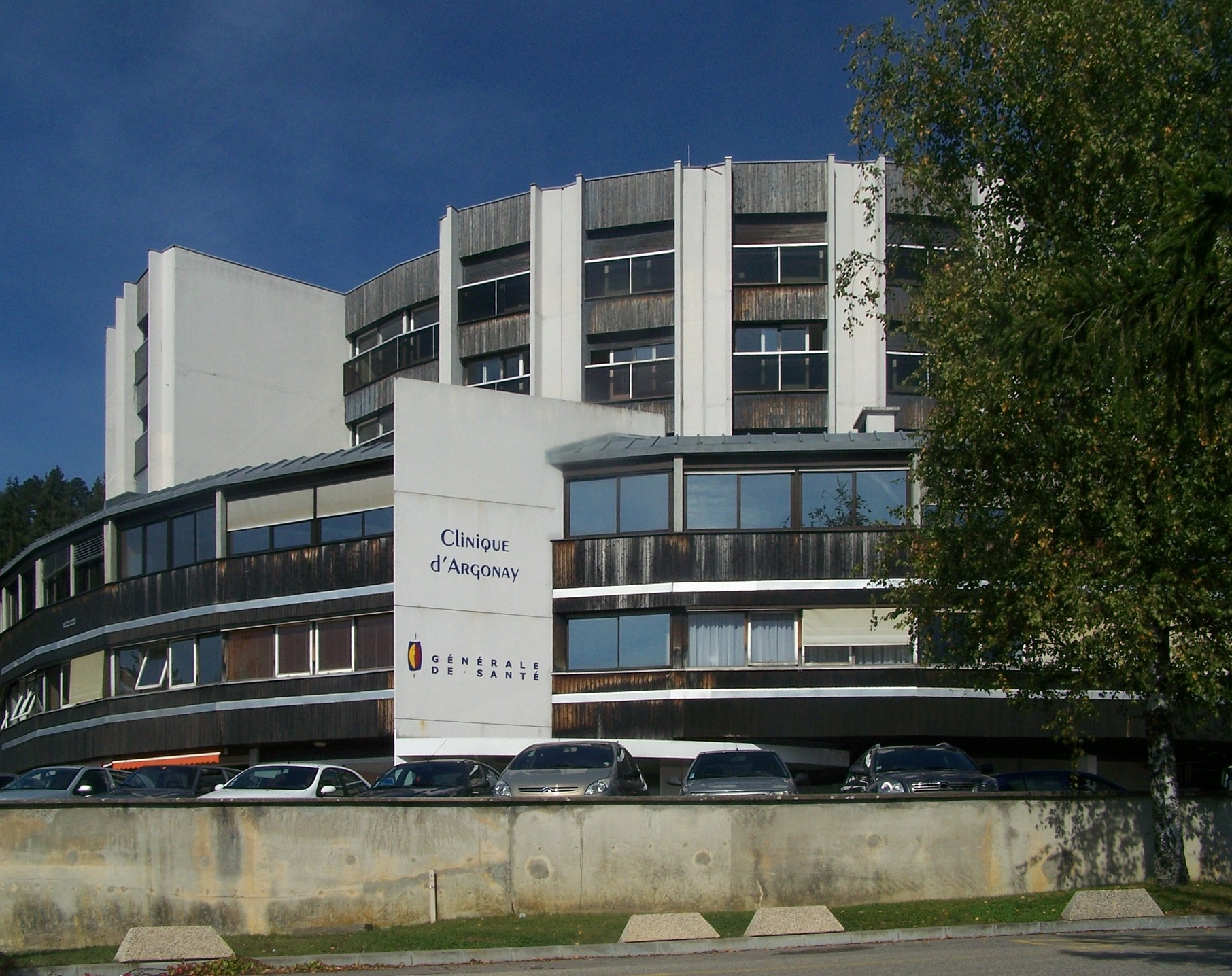
La clinique d'Argonay.

  - en 1953, une école élémentaire nouvelle avait été construite ;
  - en 1983, le lycée polyvalent Louis-Lachenal ouvre ses portes ;
  - en 1974, ce fut une école maternelle, remplacée en 1993 ;
  - et en 1994, c'est l'ouverture d'une crèche-garderie.
- 1 clinique, la clinique du Lac et d'Argonay, communément appelée clinique d'Argonay.
- 1 bibliothèque.
- 2 terrains de football et 5 courts de tennis.

## Culture locale et patrimoine

### Lieux et monuments
- Château du Barrioz[15] : XIVe siècle. Il fut la possession des familles de : Monthouz, Monthouz du Barrioz, Flocard de Mépieu, Sales et de Billy.
- Église Saint-Christophe, édifiée au XVe siècle, détruit par un incendie au siècle suivant, remaniée aux XVIIe et XVIIIe siècles[16],[17]. Nombreux objets classés (calice, statue, peinture et mobilier[18]).

### Espaces verts et fleurissement
En 2014, la commune obtient le niveau « deux fleurs » au concours des villes et villages fleuris. La commune compte 150 hectares d'espaces verts.

### Héraldique
| Armes d'Argonay | Les armes d'Argonay se blasonnent ainsi : De gueules au chevron d'or. - Le gueules du champ évoque la prouesse, l'or symbolise la noblesse. - Cet écusson appartenait à l'origine à la famille De Monthoux du château d'Argonay. Depuis la fin du XIIe siècle, les Monthoux sont certainement une des plus anciennes et des plus relevées maisons du Genevois. L'original se trouve dans la salle des mariages de la mairie. Il a été donné à la Commune en 1954 par le dernier descendant de la famille, monsieur Victor Varenard de Billy qui résidait au château du Barioz. |